# L'Aventurier (album de Jacques Dutronc)
Pour les articles homonymes, voir L'Aventurier.
Albums de Jacques Dutronc
L'Opportuniste
(1969) Jacques Dutronc
(1971)
L'Aventurier est un album de Jacques Dutronc sorti en 1970. Il regroupe sa production de l'année 1969, complétée par deux titres du quatrième 45 tours (L'idole et Les petites annonces). Les chansons les plus connues sont Le Responsable, un rock qui fait penser aux Rolling Stones, L'Aventurier, et L'hôtesse de l'air, bien sûr, une des meilleures ventes de 45 tours de Jacques Dutronc. À noter les deux titres écrits pour le film Pierre et Paul de René Allio, Quand c'est usé, on le jette et La maison des rêves. 

## Liste des chansons
| No  | Titre                              | Durée |
| --- | ---------------------------------- | ----- |
| 1.  | Le Responsable                     | 2:35  |
| 2.  | L'Idole                            | 2:45  |
| 3.  | L'amour est le moteur du monde     | 2:19  |
| 4.  | La Maison des rêves                | 3:31  |
| 5.  | Quand c'est usé on le jette        | 2:33  |
| 6.  | Les Petites Annonces               | 2:49  |
| 7.  | Où est-il l'ami Pierrot            | 3:10  |
| 8.  | L'Aventurier                       | 2:29  |
| 9.  | Laquelle des deux est la plus snob | 2:32  |
| 10. | Les Femmes des autres              | 3:12  |
| 11. | La Paresse                         | 2:25  |
| 12. | L'Hotesse de l'air                 | 3:11  |